# هند الأيوبي الإدريسي
هند الأيوبي الإدريس، ناشطة مغربية في مجال حقوق الطفل وحقوق المرأة. عضو لجنة الأمم المتحدة لحقوق الطفل (2019 -2023)، حيث انتخبت ممثلة للمغرب بحصولها على 158 صوتاً خلال المؤتمر الـ15 للدول الأعضاء باتفاقية حقوق الطفل.

## التعليم
حصلت هند الأيوبي الإدريسي على درجة الدكتوراة في حقوق الإنسان من جامعة كرونوبل في فرنسا.

## المناصب
شغلت منصب نائب العميد المكلفة بالبحث العلمي والتعاون في كلية العلوم القانونية والاقتصادية والاجتماعية – السويسي في الرباط، ومنصب مديرة العلاقات الدولية في وزارة حقوق الإنسان (المغرب) سنة 2002. وهي عضو مؤسس لمقعد اليونيسكو «المرأة وحقوقها» في كلية العلوم القانونية بالرباط والجمعية الدولية السويسرية لقضاة الشباب والأسرة.
تعمل السيدة الأيوبي مستشارة في عدة منظمات دولية مثل اللجنة الدولية للصليب الأحمر واللجنة الاقتصادية والاجتماعية لغرب آسيا وهيئة الأمم المتحدة للمساواة بين الجنسين ومنظمة "Terre des Hommes" الدولية والشبكة المتوسطية لحقوق الإنسان.